# Jean Le Moal

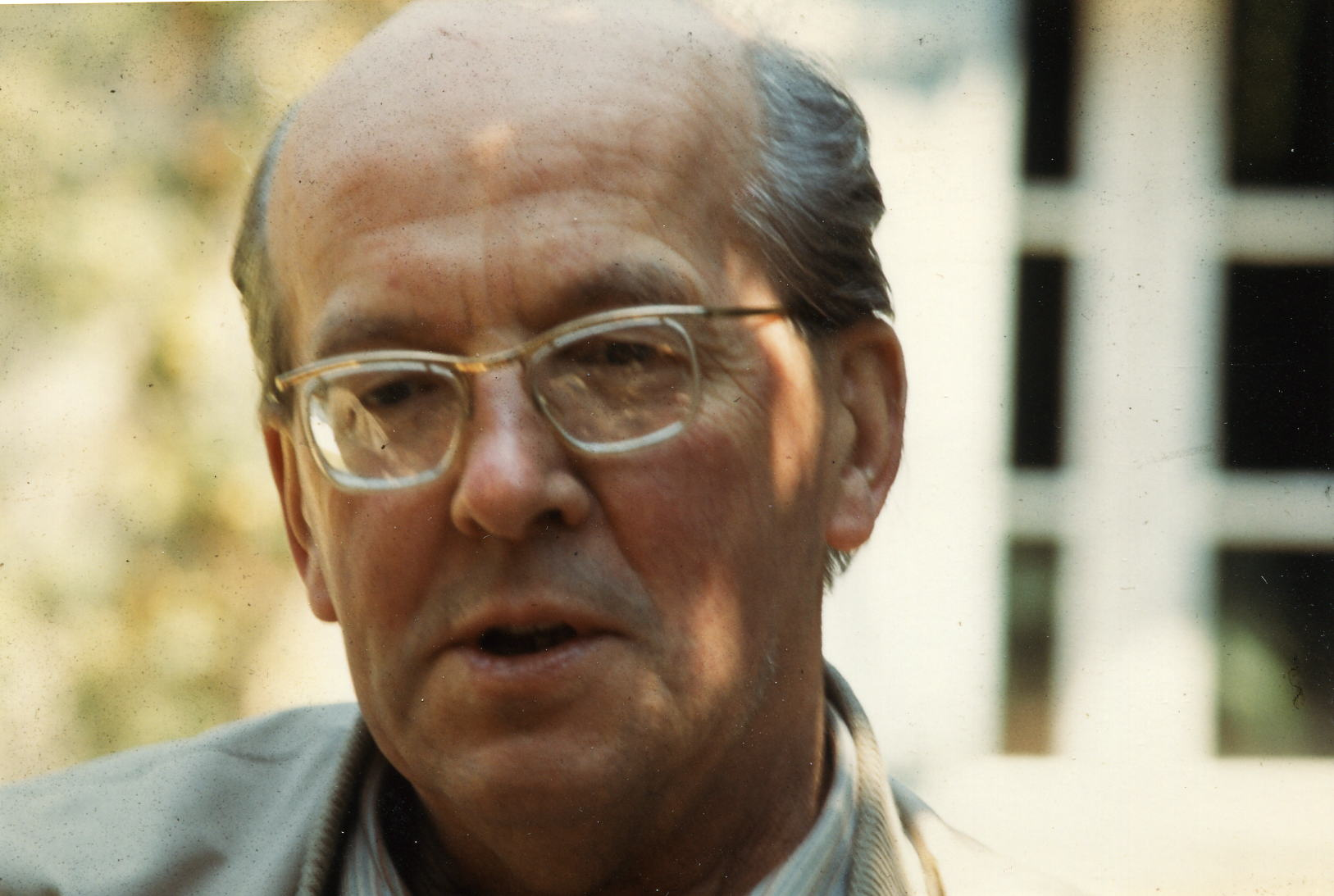
Jean Le Moal nel 1971

Jean Le Moal (Authon-du-Perche, 30 ottobre 1909 – Chilly-Mazarin, 16 marzo 2007) è stato un pittore, incisore, decoratore, artista eclettico, non figurativo, esponente della Nuova Scuola di Parigi, francese.

## Biografia

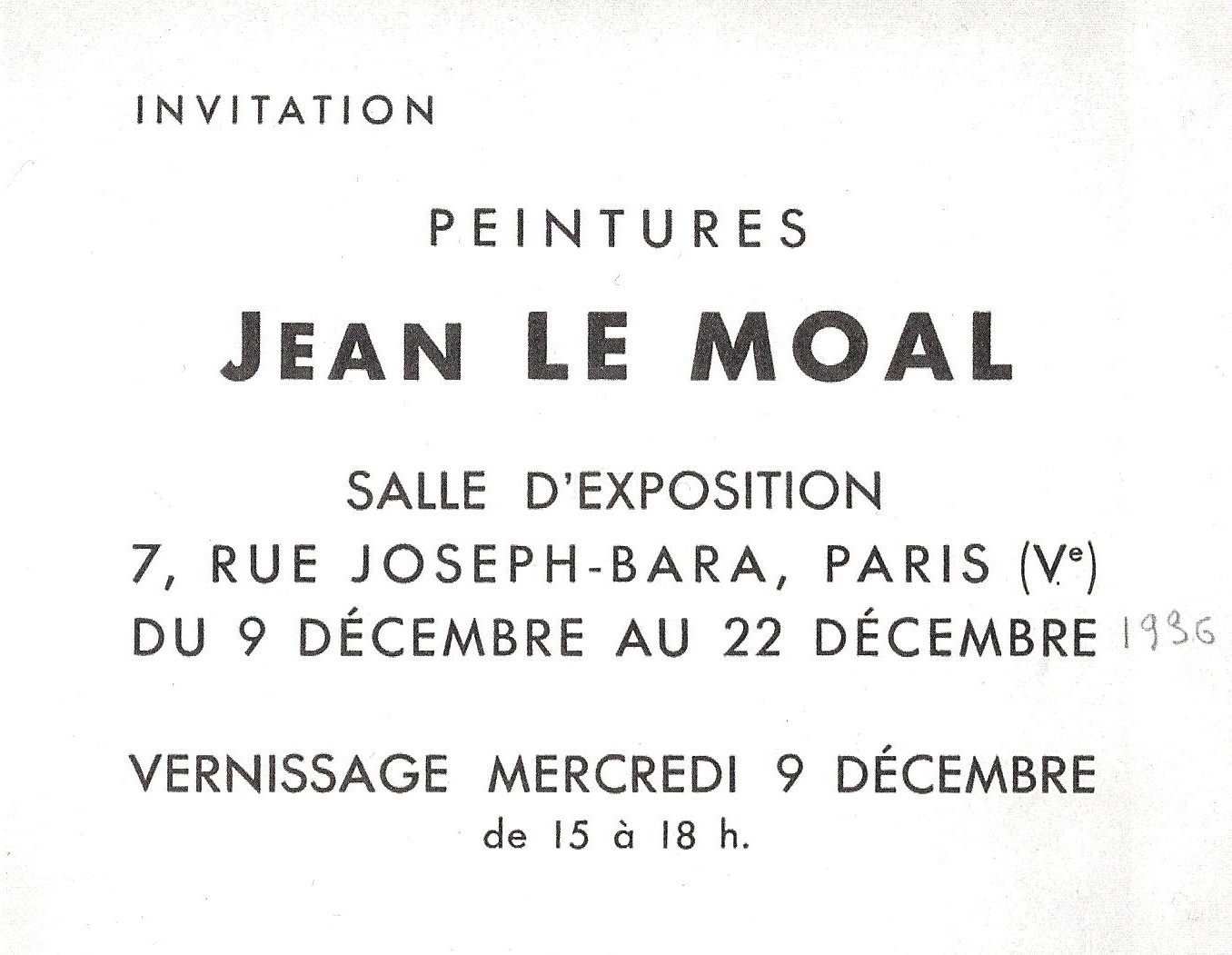
Prima personale di Jean Le Moal, Accademia Ranson, 1936

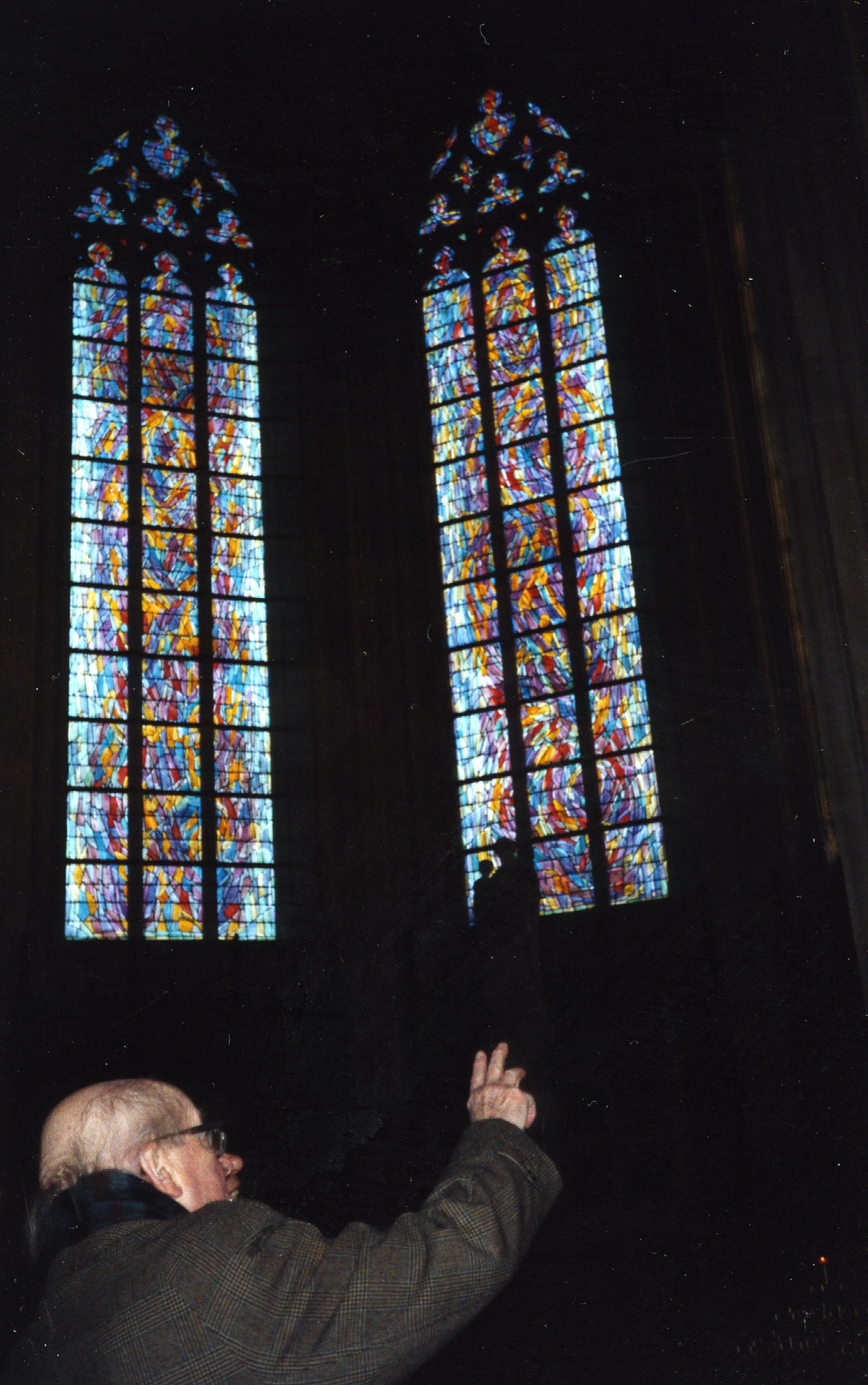
Jean Le Moal nella cattedrale di Nantes

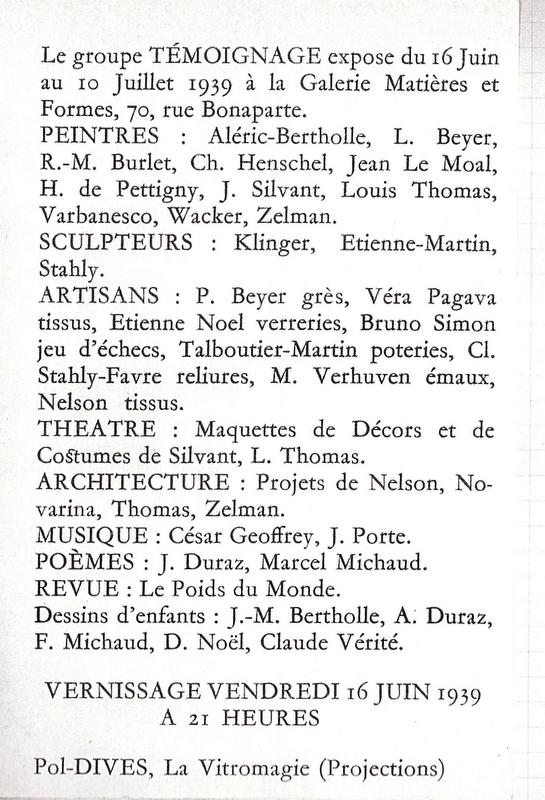
Esposizione Témoignage, 1939

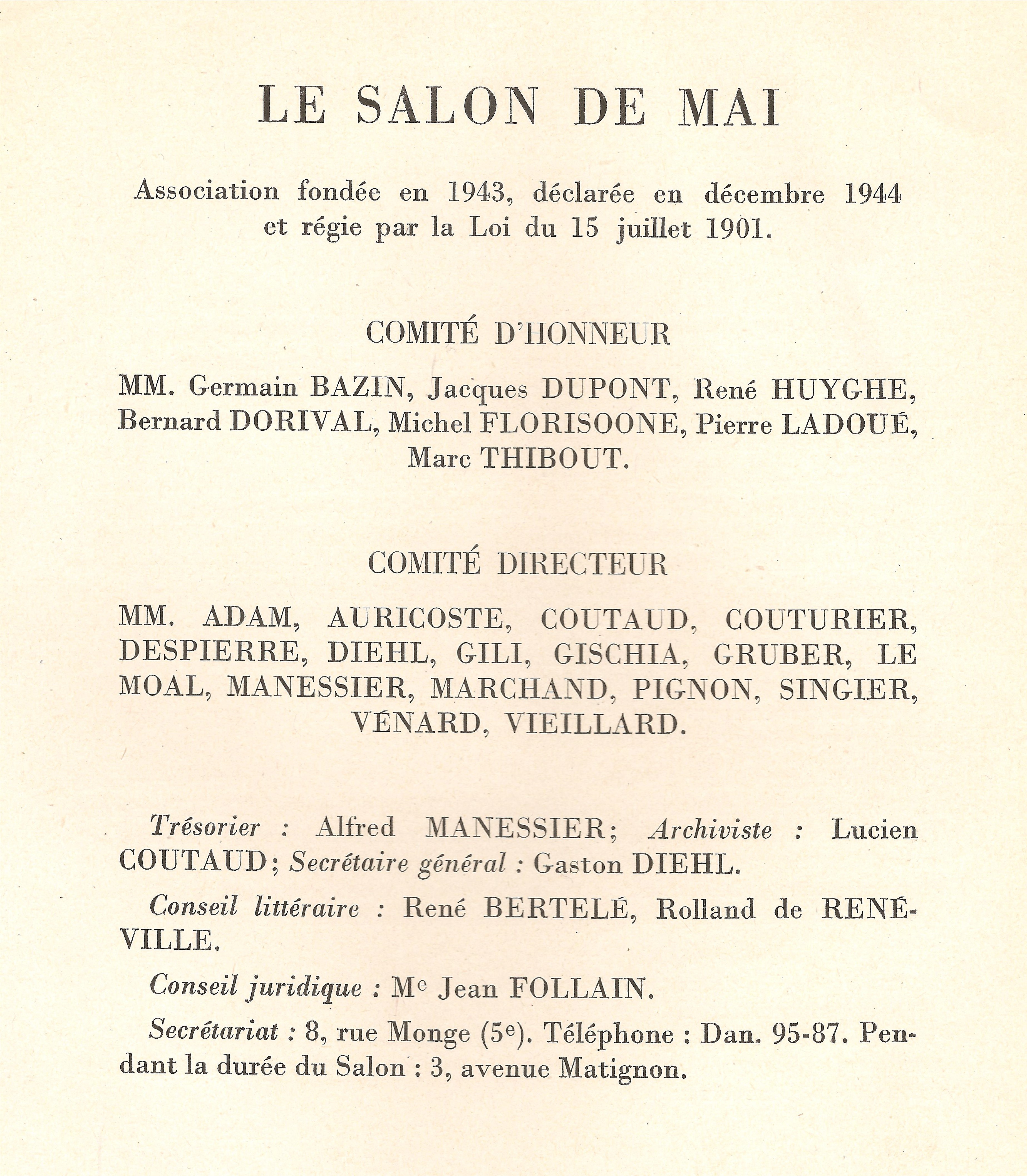
I Salon de Mai, 1945

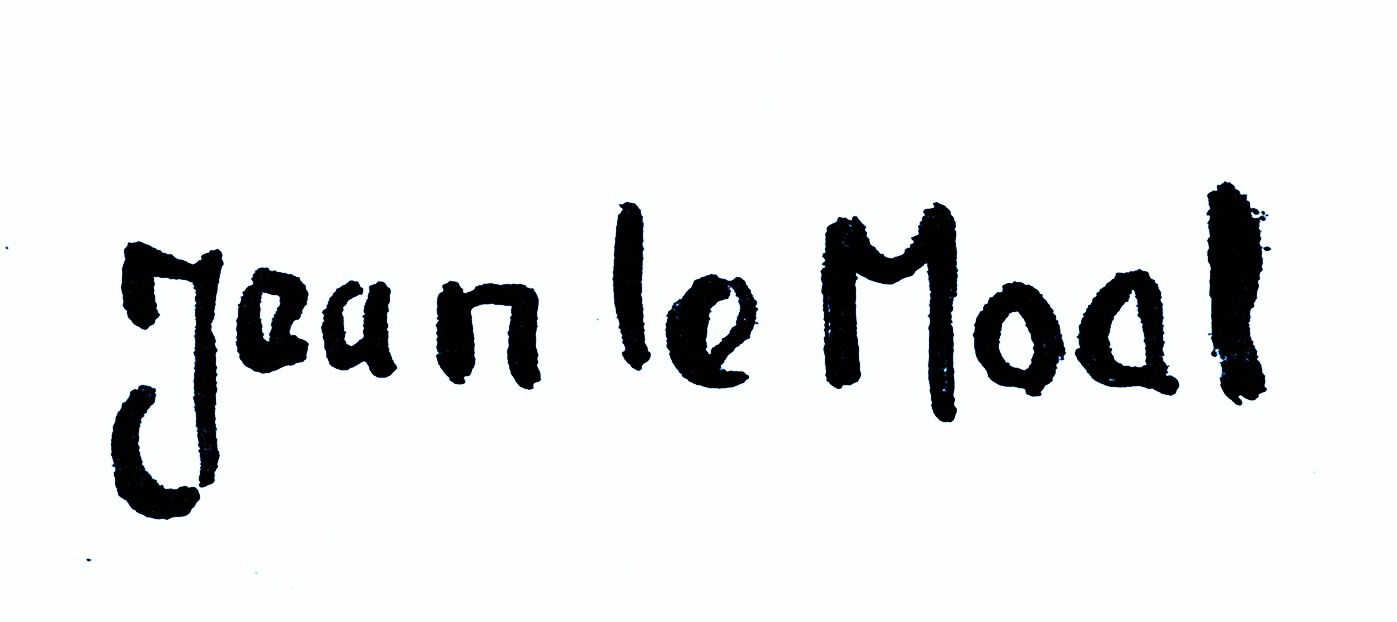
Firma di Jean Le Moal

Jean Olivier Joseph Le Moal, artista eclettico che nella lunga vita produsse un grande numero di opere, era figlio di Giuseppe, ingegnere di origini bretoni. Durante la I Guerra mondiale fu trasferito a casa della famiglia materna, a Saint-Pierreville, poi presso il nonno paterno, a Brest. Dopo la morte della madre, Jeanne Sabarot, nel 1923 fu iscritto al Liceo Annecy. Attratto dall'arte, nel 1924 copiava incisioni e scolpiva a bassorilievo figure e medaglie, in gesso e in creta. A Lione, nel 1926, frequentò l'École des Beaux-Arts des études d'architecture. Visitava il Musée des beaux-arts di Lione e s'istruiva sui testi di Élie Faure. Al 1928 risalgono le sue prime tele.
A Parigi, dal 1929, passava molto tempo al Louvre, a copiare opere di Paul Cézanne, di Jean Siméon Chardin, di Auguste Renoir, di Rembrandt, di Bartolomé Esteban Murillo, di Nicolas Poussin. Aveva stretto amicizia con Alfred Manessier. Disegnava nudi e dipingeva nature morte. Nel 1932 fece un viaggio d'istruzione in Belgio e in Olanda, nel 1934 visitò il sud della Francia in compagnia di Manessier, poi fu in Bretagna dove dipinse le sue ultime tele figurative.
Nel 1935, a Barcellona, fece conoscenza con Jean Bertholle e con lo scultore Étienne Martin. Con Manessier frequentava l'Académie Ranson, dove insegnava Roger Bissière. Insieme ad Étienne Martin e a François Stahly lavorava anche in un atelier di scultura, diretto da Charles Malfray.

### Prime esposizioni e commesse
Con Bertholle, Bissière, Manessier, Étienne Martin, Stahly, Nicolas Wacker e Lucien Beyer,  Le Moal espose con il grupo Témoignage, guidato da Marcel Michaud, a Lione nel 1936 e a Parigi nel 1938 e nel 1939.
Insieme ad una cinquantina di altri artisti, lavorò al padiglione delle Ferrovie, per l'Esposizione internazionale delle Arti e delle Tecniche, Parigi 1937. Presero parte a questa realizzazione anche Bertholle e Manessier. Con Jean Bazaine progettò un pannello murale per l'Auberge de jeunesse, a Parigi. Nel 1939 dipinse un murale per la scuola di Eaubonne in Val-d'Oise e con Bertholle e Zelman realizzò un soffitto del padiglione dei vini di Francia, all'Esposizione universale di New York. Disegnò scene e costumi per il Théâtre des Quatre Saisons.

### Al tempo dell'occupazione tedesca
L'esposizione Vingt jeunes peintres de tradition française, alla galleria Braun, nel 1941, fu un modo per esprimere aperto dissenso nei confronti della concezione ideologica nazista dell'arte degenerata. Nasce in questo periodo e quest'ambito la Nuova Scuola di Parigi.
Con Maurice Jacquemont Jean Le Moal ha disegnato scene e costumi, per L'étoile de Séville di Lope de Vega, che andò in scena al Théâtre des Champs-Élysées. Si rifugiò nel 1944 a Saint-Pierreville, da Manessier, per evitare i lavori obbligatori, imposti dai tedeschi. Presente all'esposizione Douze peintres d'aujourd'hui, alla Galerie de France. Il 6 maggio 1944 Jean Le Moal sposò Juana Muller, scultrice di origine cilena.

### Dopo la liberazione
Nel 1945 era presente al primo Salon de mai, di cui era uno dei fondatori. Nel 1946, con Manessier e Singier, espose alla Galerie René Drouin. Tentò poi la strada dell'incisione, ad acquaforte e a bulino. Del 1950 è la sua personale alla Galerie Billiet-Caputo; nello stesso periodo disegnò arazzi per il Mobilier National; poi partecipò alla collettiva Présences 1951, alla galleria di Myriam Prévot e di Gildo Caputo. Sua moglie Juana Muller morì nel 1952.
Scoprì il mondo delle vetrate e ne realizzò per la chiesa di Notre-Dame-en-Saint-Melaine di Rennes e per il battistero della chiesa di Saint-Martin di Brest.
Su suo disegno, nel 1965, un grande arazzo per il coro della chiesa di Notre-Dame di Rennes fu realizzato dall'atelier Plasse Le Caisne. Altri suoi lavori di decorazione: mosaico per il Liceo francese di Bruxelles 1966, vetrate per la chiesa di Saint-Louis di Besançon e, dal 1968 al 1972, le vetrate della cattedrale di San Vincenzo di Saragozza a Saint-Malo.

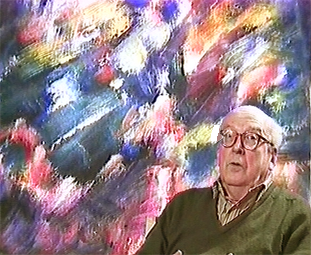
Jean Le Moal nel 1995

### Ultimi anni
Jean Le Moal in estate dipingeva tele di grande formato, in parte ispirate a paesaggi delle Ande, che furono esposte alla Galerie de France nel 1974. Dal 1978 al 1990 ha realizzato le vetrate della cattedrale di Nantes; dal 1985 al 1987 ha lavorato alle vetrate della cattedrale di Saint-Dié, insieme a Manessier, a Bazaine, a Lucien Lautrec e a Elvire Jan.
Jean Le Moal è sepolto a Parigi, al Cimitero di Montparnasse.